# 雾花凤螺
雾花凤螺（学名：Babylonia lutosa），是新腹足目峨螺科鳳螺屬的一种。主要分布于越南、中国大陆、台湾，常栖息在潮下带。